# 兆芯
兆芯（ちょうしん、ザオシン、拼音: Zhào xīn、英: Zhaoxin）こと上海兆芯集成電路有限公司は、2013年に設立されたx86互換CPUの製造企業。
2018年現在においてx86-64（x64）ライセンスを所有する3社（Intel、AMD、VIA）のうちの一つであるVIA Technologiesのライセンスを受け継いでいる。

## 概要
兆芯は、VIAと上海市政府のジョイントベンチャーによるファブレスの半導体会社である。主に中国市場における組み込みシステム向けとして、x86互換CPUであるZXシリーズを設計・製造している。SoCはLenovoのラップトップなどで主に採用され、中国の政府機関などで主に使われている。
2019年現在では廉価市場をターゲットとした組み込み向け製品をリリースしており、性能的にはせいぜい数年前の Intel Core i5 と互角のレベルだが、近く（早ければ2020年中旬以降、おそらくは2021年)、2019年現在でコンシューマ最速とされるAMDと対抗できるレベルのハイスペックな製品をリリースしたいとの意気込みを社長は語っている。
アーキテクチャとしてはもともとセントール系のCPUコアにS3系の内蔵GPU（iGPU）が統合されたものだった。2021年にセントール・テクノロジの人員がIntelに買収されたため、それ以後、VIAからIPの供与を受けた兆芯がアーキテクチャの開発を行っている。2022年発売のKX-6000G以降、iGPUはVIAグループのS3が開発したS3 Chromeベースではなく、兆芯グループのGlenflyが開発したGlenfly Ariseベースとなっている。
2010年代後半以降、米中貿易戦争のためにアメリカ製品の中国への輸出を停止されるなどされており、中国の安全保障の観点から、中国で全てを自力開発することが求められているという背景がある。

## ZXシリーズ
ZX（兆芯、英: Zhaoxin）シリーズは、2013年から兆芯が開発しているCPUのシリーズである。
ZX-Cまでのコアは、VIAグループのS3社が開発したGPUであるS3 Chrome 640/645をVIAのチップセットに統合した「VIA VX11H」チップセットに対応し、S3 Chromeのグラフィック機能によりWindows 10およびDirectX 11をサポートする。ZX-D以降ではついにS3 ChromeがCPUに統合された。
ZX-D以降のCPUはパソコンやサーバーなどで使われる前提で、KX（開先、中: 开先、英: KaiXian）シリーズとKH（開勝、英: KaisHeng）シリーズがある。それまでのVIAのx86互換CPUはIntel製品を下回る性能で、そのためVIAは2000年代後半以降、Intel製品と対抗できる性能が要求されるパソコン向けよりもソリューションの安定供給が重要視される組み込み向けビジネスにシフトしていった経緯があるが、2017年リリースのZX-Dにおいてはアーキテクチャの一新とともにIntel Atomと互角レベルにスペックを向上させ、同時にDDR4デュアルチャネル、USB3.1Gen1/Gen2、PCI-E3.0に対応するなど足回りを近代化させた。KXシリーズはデスクトップ用CPUであり、マイクロソフト社よりWHQL認証を取得するなどWindows他各種OSに正式対応している。KHシリーズはサーバー用CPUであり、KXシリーズから内蔵GPUを省いたもので、ECCメモリなどに対応している。
ちなみに、ZhangJiang（张江）マイクロアーキテクチャ以降のコードネームは全て上海の駅名から採られている。
チック・タック戦略を取っており、マイクロアーキテクチャの刷新と微細化を交互に行っている。2017年に行われたKX-5000（「チック・タック」の「タック」にあたり、VIAの既存のCPUのOEMではなく兆芯が初めて自力で開発したCPU）の製品発表会では、2013年の開発開始から2017年の量産まで9000人月と4年の歳月をかけて自力でx86互換CPUを開発するに至るまでの苦労が語られた。

## ラインナップ
- 「ZX-A」は、2013年にリリースされた兆芯の最初のX86互換CPUである。CPUコアのアーキテクチャは、セントールのx86-64「コードネーム：Isaiah」マイクロアーキテクチャであり、VIA NanoのOEMとみられている。TSMCの40nmプロセスで製造されている。
- 「ZX-B」は、アーキテクチャはZX-Aと全く同じだが、FABが台湾のTSMCではなく上海市のHLMC（上海華力微電子）で製造されている。
- 「ZX-C」は、2015年にリリースされた。CPUコアは、ZhangJiang（張江）マイクロアーキテクチャを使っている。ZhangJiangマイクロアーキテクチャはVIA QuadCore-EやVIA Eden X4で使われたIsaiah IIマイクロアーキテクチャをベースとしており、そこにAdvanced Cryptography Engine（ACE）によるAES暗号化をサポートするなど、いくつかの機能が付け加えられたものである。4コア・2.0GHzでTDP 18W以下と、そこそこの性能で低消費電力なことをアピールしている。TSMCの28nmプロセスで製造されている。
- 「ZX-C+」および「ZX-C+ Dual Die」は、2016年にリリースされた。4コアのCPUをデュアルダイすることによって、最大8コアに対応。ネイティブ8コアではなくノースブリッジを介して接続することによるボトルネックがあることと、低消費電力・低性能というVIAのマイクロアーキテクチャの特徴をそのまま継承しているため、8コアと言っても性能は相当低い。
- 「ZX-D」ことZhaoxin KX-5000/KH-20000シリーズ、コードネーム「Wudaokou」(五道口）は、2017年にリリースされた[1]。TSMCまたはHLMCの28nmプロセスで製造、x86-64アーキテクチャ、最大2.0 GHz、4/8コアCPUで、DDR4、PCI Express 3.0、USB 3.1 (Gen 1 and 2)、USB 2.0、SATA 3をサポートしている[5][6]。VIA製CPUの伝統にのっとって、低コストと電力効率を念頭に置いて設計されており、Intel Atomと競合していると考えられている。28nmプロセスでありながらSPEC CPU2006ベンチマークで22nmプロセスのIntel Atom（2013年発売のサーバ用Atom、コードネーム「Avoton」、Silvermontマイクロアーキテクチャ）と互角以上のスコアを叩き出したことが製品発表会でもアピールされた。大手メーカーではLenovoのビジネス用PC「開天」シリーズ、上海儀電のオールインワンPC「Biens」シリーズ、Lenovoのサーバー「ThinkServer」シリーズなどで採用されている。
- 「ZX-E」ことZhaoxin KX-6000/KH-30000シリーズ、コードネーム「Lujiazui」(陸家嘴）は、2019年6月に量産が開始された[7]。最大3.0GHz、4/8コア、TSMCの16nmプロセスによる製造。KX-5000と比較すると、性能が2.0GHzから3.0GHzへと5割アップし、ワットパフォーマンスは3倍になった。内蔵GPUは最大解像度4K、3基までのディスプレイ出力に対応。開発元によると、競合製品としてはCore i5をターゲットにしているとのことで、SPEC CPU2006ベンチマークでIntel Core i5-7400（2017年発売の4コアCPU）と互角以上のスコアを叩き出したことが製品発表会でもアピールされた。
- Zhaoxin KX-7000シリーズは2023年12月にリリースされた[8]。SMICの7nmプロセスを採用、マイクロアーキテクチャが一新され、PCIe4.0とDDR5に対応した。

| CPUファミリ         | コードネーム            | 製造開始年 | 製造プロセス | コア数 | 周波数 (GHz) | フィーチャー                                   | 備考                        |
| ------------------- | ----------------------- | ---------- | ------------ | ------ | ------------ | ---------------------------------------------- | --------------------------- |
| ZX-A                | VIA Isaiah              | 2014       | 40nm         | ?      | ～1.066      | ?                                              | VIA Nano X2 C4350ALのOEM    |
| ZX-B                | VIA Isaiah              | 2014-2015  | 40nm         | ?      | ～1.066      | ?                                              | ZX-Aと同一の仕様            |
| ZX-C                | Zhangjiang （張江）     | 2015       | 28nm         | 4      | 2.0          | AVX, SM3, SM4                                  | VIA Isaiah IIベース         |
| ZX-C+               | Zhangjiang （張江）     | 2016       | 28nm         | 4/8    | 2.0          | AVX2                                           | TDP: 35W                    |
| ZX-D KX-5000 KH-20k | Wudaokou （五道口）     | 2017       | 28nm         | 4/8    | 2.0          | DDR4 PCIe 3.0 USB 3.1 Gen 2 USB 2.0 SATA 3 SoC | TSMC製造                    |
| ZX-E KX-6000 KH-30k | Lujiazui （陸家嘴）     | 2019       | 16nm         | ～8    | ～3.0        | DDR4 PCIe 3.0 SoC                              | TSMC製造 内蔵GPU「ZX C960」 |
| KX-6000G            | Lujiazui （陸家嘴）     | 2022       | 16nm         | ～4    | ～3.3        | DDR4 PCIe 3.0 SoC                              | 内蔵GPU「ZX C-1080」        |
| KH-40k              | Yongfeng （永豊）       | 2022       | 16nm         | ～32   | ～2.2        | DDR4 PCIe 3.0 SoC                              |                             |
| ZX-F KX-7000        | Shijidadao （世紀大道） | 2023       | 7nm?         | ～8    | ～3.7        | DDR5 PCIe 4.0 SoC                              | 内蔵GPU「ZX C-1190」        |

## 参照
1. 1 2 3 4 5 6 7 8  Tyson, Mark (2018年1月2日). “VIA and Zhaoxin ZX- family of x86 processors roadmap shared”. Hexus.net 2018年1月2日閲覧。
2. 1 2  Chan, Leon (2018年1月3日). “Via’s Chinese Joint Venture Aims For Competitive Home-Grown X86 SOCs By 2019”. Hexus.net 2018年1月3日閲覧。
3. ↑  国产X86处理器发布 力压酷睿i5处理器|处理器|国产_新浪科技_新浪网 - 新浪网
4. 1 2  中国・兆芯のx86互換8コアSoC「開先KX-5000」の全貌 - PC Watch
5. 1 2  https://www.extremetech.com/computing/261359-via-technologies-subsidiary-zhaoxin-announces-new-line-x86-64-cpus
6. 1 2 3  https://techreport.com/news/33018/via-joint-venture-reveals-kx-5000-x86-socs-for-chinese-pcs
7. ↑  兆芯正式发布新一代16nm 3.0GHz x86处理器 - 上海兆芯集成电路有限公司
8. ↑  “兆芯、LGA1700っぽい自主開発のx86互換CPU「KX-7000」。チップレットで性能2倍”. 2024年12月1日閲覧。
9. 1 2  “KaiXian (ZX/KX) - Zhaoxin”. WikiChip. 2018年4月23日閲覧。
10. 1 2 3 4  “Talk Of VIA Getting Back Into The x86 CPU Space With Zhaoxin”. Phoronix. 2018年4月24日閲覧。
11. ↑  “What's going on with VIA/Zhaoxin and x86 processors?”. Reddit. 2018年4月24日閲覧。
12. 1 2 3 4 5 6 7 8 9  “兆芯开胜KH-20000新品点亮安全可靠技术和应用研讨会”. EETrend. (2018年3月28日) 2018年4月24日閲覧。 Translated through Google Translate at https://translate.google.com/translate?hl=en&sl=zh-CN&tl=en&u=http://www.eetrend.com/article/2018-03/100078081.html
13. ↑  “Zhaoxin to roll out 16nm CPU in 2018”.   digitimes.com. 2018年1月15日閲覧。
14. 1 2 3 4 5  Shilov, Anton (2018年9月24日). “Zhaoxin Displays x86-Compatible KaiXian KX-6000: 8 Cores, 3 GHz, 16 nm FinFET”. Anandtech 2018年9月25日閲覧。
15. 1 2  “兆芯自主CPU路线图公布：将追平同期AMD、支持DDR5”. MyDrivers.com. (2018年1月2日) 2018年4月24日閲覧。 Translated through Google Translate at https://translate.google.com/translate?hl=en&sl=zh-CN&tl=en&u=http%3A%2F%2Fnews.mydrivers.com%2F1%2F561%2F561579.htm
16. 1 2  “兆芯、最大32コアのサーバー向けx86プロセッサ「開勝KH-40000」”. 2024年12月1日閲覧。